# جوئل دایموند
جوئل دایموند (انگلیسی: Joel Diamond) یک موسیقی‌دان و تهیه‌کننده موسیقی است.
از فیلم‌ها یا مجموعه‌های تلویزیونی که وی در آن‌ها نقش داشته‌است می‌توان به فیلمی از آلن اسمیتی: بسوزان هالیوود بسوزان اشاره نمود.